# Takahisa Masuda
 (juin 2012).
Si vous disposez d'ouvrages ou d'articles de référence ou si vous connaissez des sites web de qualité traitant du thème abordé ici, merci de compléter l'article en donnant les références utiles à sa vérifiabilité et en les liant à la section « Notes et références ».
 (février 2015).
Pour les articles homonymes, voir Masuda (homonymie).
Takahisa Masuda (増田 貴久, Masuda Takahisa) est un artiste japonais qui fait partie avec Keiichirō Koyama, Shigeaki Kato du groupe NEWS et du duo Tegomasu avec Yūya Tegoshi de la Johnny's Entertainment.

## Biographie
Masuda Takahisa est né le 4 juillet 1986 à Tokyo au Japon. Il a rejoint les Johnny's entertainnement Jimusho en novembre 1998. Il fait aussi partie du duo Tegomasu formé avec Tegoshi Yuya (qui est l'un de ses amis les plus proches) et chante entre autres Sunadokei en 2006, un des titres du single Miso Soup sorti en Suède. Maintenant, ils ont donné un concert en 2009 et un autre est prévu pour 2010.

### Solos
- Akatsuki
- It's Bad
- Pumkins (Pacific Tour)
- Superman (Winter Party Diamond)

Dans ses deux solos, Akatsuki et It's Bad, il utilise un tambour japonais (taiko). Ses derniers solos sont intitulés Pumpkin. Il les a chantés durant le concert 2006/2007 de NEWS et Superman accompagné d'un clip vidéo pour le DVD « NewS Winter Party Diamond » 

## Filmographie
- 2000 : Kowai Nichiyobi 2000 (Épisode 11)
- 2002 : 3-nen B-gumi Kinpachi Sensei 6
- 2003 : Musashi
- 2005 : Gekidan Engimono - Ie ga Tooi
- 2006 : Gachi Baka!
- 2006 : Dandori~Dance*Drill
- 2006 : Waraeru Koi wa Shitakunai
- 2007 : Hontou ni Atta Kowai Hanashi
- 2009 : Rescue
- 2009 : Karei naru Spy (Épisode 4)
- 2010 : Juui Dolittle (Épisode 2)
- 2012 : Resident 5-nin no Kenshui
- 2018 : Zero: Ikkaku Senkin Game
- 2019 : Voice: 110 Emergency Control Room
- 2020 : Pareto No Gosan
- 2020 : Rental Nanmoshinai Hito
- 2021-2022 : Komi cherche ses mots
- 2022 : Kichijoji Losers
- 2022 : Old Rookie
- 2023 : Yugure Ni Te O Tsunagu
- 2023 : Iyana Iyana Iyana Yatsu
- 2023 : Gifted